# Sándor Zombori
Sándor Zombori (Pécs, 31 de octubre de 1951) es un exfutbolista húngaro.

## Trayectoria
Zombori comenzó su carrera futbolística en 1971, en el Pécsi Mecsek FC. Entre 1975 y 1982 jugó en el Vasas SC, convirtiendo 40 goles en 168 partidos. Luego emigra al fútbol francés al ser transferido al Montpellier HSC, donde juega hasta 1985. Con su selección disputó 26 partidos internacionales y participó en la Copa Mundial de Fútbol de 1978.

## Clubes
| Club            | País    | Año         |
| --------------- | ------- | ----------- |
| Pécsi Mecsek FC | Hungría | 1971 - 1975 |
| Vasas SC        | Hungría | 1975 - 1982 |
| Montpellier HSC | Francia | 1982 - 1985 |

## Participaciones en Copas del Mundo
| Mundial                        | Sede      | Resultado    | Partidos | Goles |
| ------------------------------ | --------- | ------------ | -------- | ----- |
| Copa Mundial de Fútbol de 1978 | Argentina | Primera fase | 3        | 1     |